# Orléans Loiret Basket
Orléans Loiret Basket, bekannt auch als „Entente Orléanaise“ ist ein französischer Basketballverein in Orléans, der Hauptstadt des Département Loiret. Der Verein wurde 1993 gegründet, als sich drei unterklassige Vereine, Orléans, Fleury-les-Aubrais and Saint-Jean-de-Braye zusammengeschlossen haben.

## Geschichte
Der Verein begann 1993 in der Nationalliga 2 (Amateurliga). 1999 erfolgte der Aufstieg in die Nationalliga 1 und 2002 der Aufstieg in den Profi-Bereich, die Liga Pro B. Nach der Meisterschaft in der Pro B 2006, stieg der Verein in die höchste französische Spielklasse Pro A auf. Zusätzlich erreichte Orléans das Finale des französischen Pokals. Nach wenigen Anlaufjahren etablierte sich der Neuling in der höchsten Liga und erreichte 2009 das Finale der ProA Liga, das gegen ASVEL verloren wurde. Dieser Erfolg ermöglichte dem Club die Teilnahme an der Qualifikation zur Euroleague. In der Qualifikation setzte sich Orléans gegen Spirou und Benetton durch, landete jedoch in der regulären Saison auf Platz 6 in seiner Gruppe. In der gleichen Saison 2009/10 gewinnt Orléans mit dem französischen Pokal seinen ersten Titel. Nachdem 2010 einige Änderungen unter den Sponsoren stattgefunden haben, änderte der Club seinen Namen von „Entente Orléanaise“ zu „Orléans Loiret Basket“.

## Aktueller Kader
| Spieler | Spieler            | Spieler             | Spieler    | Spieler | Spieler | Spieler                     |
| Nr.     | Nat.               | Name                | Geburt     | Größe   | Info    | Letzter Verein              |
| ------- | ------------------ | ------------------- | ---------- | ------- | ------- | --------------------------- |
|         |                    | Guards (PG, SG)     |            |         |         |                             |
|         | Nigeria            | Tony Ehimegbe       | 01.07.1994 | 188     |         |                             |
| 5       | Vereinigte Staaten | Jahmar Young        | 18.11.1986 | 196     |         | BK Ventspils                |
| 16      | Vereinigte Staaten | Chris Hill          | 21.02.1983 | 191     |         | Spirou Charleroi            |
| 10      | Frankreich         | Antoine Eito        | 06.04.1988 | 188     |         | Le Mans                     |
| 11      | Frankreich         | Marc-Antoine Pellin | 08.09.1987 | 170     |         |                             |
| 20      | Frankreich         | Brian Pamba-Juille  | 07.01.1992 | 185     |         |                             |
|         |                    | Forwards (SF, PF)   |            |         |         |                             |
| 4       | Frankreich         | Anis Gabsi          | 28.09.1983 | 198     |         |                             |
| 6       | Vereinigte Staaten | Dwayne Broyles      | 10.07.1982 | 196     |         | Spirou Charleroi            |
| 7       | Vereinigte Staaten | Brian Greene        | 30.08.1981 | 203     |         |                             |
| 8       | Frankreich         | Maël Lebrun         | 17.04.1991 | 192     |         |                             |
| 13      | Frankreich         | Murat Kozan         | 25.07.1993 | 203     |         |                             |
| 14      | Vereinigte Staaten | Caleb Green         | 10.07.1985 | 203     |         | Spirou Charleroi            |
|         |                    | Center (C)          |            |         |         |                             |
| 9       | Portugal           | Fernando Raposo     | 07.07.1989 | 202     |         | Maritime Boulogne           |
| 15      | Vereinigte Staaten | Bambale Osby        | 21.05.1986 | 203     |         | Aix-Maurienne Savoie Basket |

| Trainer    | Trainer           | Trainer  |
| Nat.       | Name              | Position |
| ---------- | ----------------- | -------- |
| Frankreich | Philippe Hervé    | Chef     |
| Frankreich | François Péronnet | Co       |

| Legende                  | Legende         |
| Abk.                     | Bedeutung       |
| ------------------------ | --------------- |
| A-Nat                    | Nationalspieler |
| Quellen                  |                 |
| Teamhomepage             |                 |
| Ligahomepage             |                 |
| Stand: 16. November 2012 |                 |

| Legende                  | Legende         |
| Abk.                     | Bedeutung       |
| ------------------------ | --------------- |
| A-Nat                    | Nationalspieler |
| Quellen                  |                 |
| Teamhomepage             |                 |
| Ligahomepage             |                 |
| Stand: 16. November 2012 |                 |

## Erfolge
National
- Französischer Pokalsieger: 2010